# Баумайстер, Эрнст
Эрнст Баумайстер (нем. Ernst Baumeister; род. 22 января 1957, Вена, Австрия) — австрийский футболист, полузащитник. Тренер.
Прежде всего известен выступлениями за клубы «Аустрия» (Вена) и «Адмира/Ваккер», а также национальную сборную Австрии.
Восьмикратный чемпион Австрии, четырёхкратный обладатель Кубка страны.

## Клубная карьера
Родился 22 января 1957 года в Вене. Воспитанник футбольной школы клуба «Винерфельд».
Во взрослом футболе дебютировал в 1974 году выступлениями за команду клуба «Аустрия» (Вена), в которой провёл тринадцать сезонов, приняв участие в 330 матчах чемпионата. Большинство времени, проведённого в составе венской «Аустрии», был основным игроком команды, вместе с которой восемь раз выигрывал национальное первенство Австрии.
Своей игрой за эту команду привлёк внимание представителей тренерского штаба клуба «Адмира/Ваккер», к составу которого присоединился в 1987 году. Отыграл за эту команду следующие два сезона своей игровой карьеры. Играя в составе «Адмиры/Ваккер», также в основном выходил на поле в стартовом составе команды. В 1990 году защищал цвета «Кремса».
В 1990—1992 годах выступал за ЛАСК. Завершал игровую карьеру в клубе «Траун», в котором был играющим тренером.

## Выступления за сборную
В 1978 году дебютировал в официальных матчах в составе национальной сборной Австрии. В течение карьеры в национальной команде, которая длилась 11 лет, провёл в форме главной команды страны 39 матчей, забив 1 гол.

## Достижения
- Чемпион Австрии (8):

«Аустрия» (Вена): 1975/76, 1977/78, 1978/79, 1979/80, 1980/81, 1983/84, 1984/85, 1985/86
- Обладатель Кубка Австрии (4):

«Аустрия» (Вена): 1976/77, 1979/80, 1981/82, 1985/86